# Młynek (województwo świętokrzyskie)
Młynek – wieś w Polsce położona w województwie świętokrzyskim, w powiecie starachowickim, w gminie Brody.
W latach 1975–1998 miejscowość administracyjnie należała do województwa kieleckiego.
Wierni kościoła rzymskokatolickiego należą do parafii św. Wojciecha w Rogowie lub do parafii Podwyższenia Krzyża Świętego w Lubieni.